# Igreja da Misericórdia de Torres Novas
A Igreja da Misericórdia, integrada no conjunto designado por Edifício e Igreja da Santa Casa da Misericórdia de Torres Novas, é uma igreja de Torres Novas, Portugal.
Para muitos constitui o elemento arquitectónico e artístico mais relevante, mais belo e mais rico que a cidade de Torres Novas tem.[carece de fontes?]
No seu exterior tem uma escadaria de estilo barroco, a entrada para o templo faz-se pela porta inserida no alçado lateral, esta encontra-se um portal em pedra esculpido tardo-renascentista. No interior do templo tudo é belo e tudo foi feito pensado ao pormenor, as paredes são cobertas com azulejo do século XVII do chão ao tecto; o tecto é composto por uma cúpula de madeira com caixotões. O altar é elevado onde se destaca o rendilhado barroco com talha dourada. Pode ainda apreciar-se o presépio de Machado de Castro.
O conjunto do Edifício e Igreja da Santa Casa da Misericórdia de Torres Novas está classificado como Imóvel de Interesse Público desde 1986.